# Synagoga w Jaworze
Synagoga w Jaworze – synagoga znajdująca się w Jaworze, przy ulicy Stefana Czarnieckiego.
Synagoga została zbudowana w 1364 roku. Antysemicka nagonka z 1435 roku zmusiła ludność żydowską do opuszczenia miasta i z tego względu trzy lata później, w 1438 roku za zgodą króla Albrechta II synagoga została przebudowana na kościół rzymskokatolicki. W 1446 roku, po ukończeniu budowy nowego szpitala, przemianowana na kaplicę szpitalną pod wezwaniem świętego Wojciecha.
W 1729 roku z inicjatywy hrabiny Schaffgotsch została gruntownie przebudowana, przez co ostatecznie zatraciła resztki elementów architektury synagogalnej. Obecnie jest kaplicą chrzcielną.